# Electromecánica

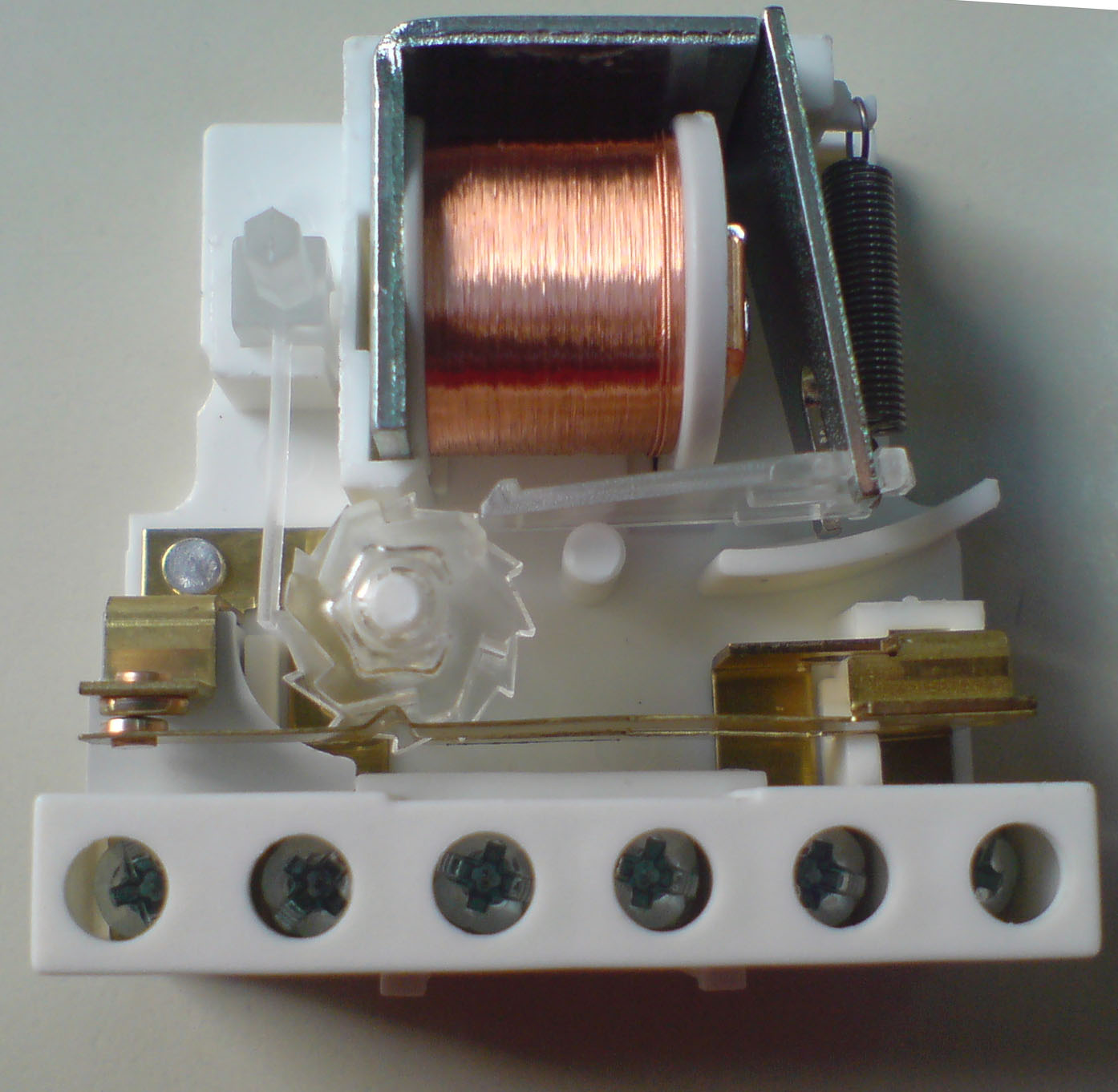
Relé biestable. Formado por un solenoide que recibe impulsos eléctricos, la armadura atraída por el solenoide que retrocede por acción del muelle, y hace girar el trinquete que abre o cierra alternativamente el contacto eléctrico.

La electromecánica es la combinación de las ciencias del electromagnetismo de la ingeniería eléctrica y la ciencia de la mecánica. La Ingeniería electromecánica es la disciplina académica que la aborda, gracias a ella se han producido importantes avances en el desarrollo tecnológico en la mayoría de los campos científicos.

## Explicación
Los dispositivos electromecánicos son los que combinan partes eléctricas y mecánicas para conformar su mecanismo. Ejemplos de estos dispositivos son los motores eléctricos y los dispositivos mecánicos movidos por estos, así como las ya obsoletas calculadoras mecánicas y máquinas de sumar; los relés; las válvulas a solenoide; y las diversas clases de interruptores y llaves de selección eléctricas.

## Historia
Al inicio, los "repetidores" surgieron con la telegrafía y eran dispositivos electromecánicos usados para regenerar señales telegráficas. El conmutador telefónico de barras cruzadas es un dispositivo electromecánico para llamadas de conmutación telefónica. Inicialmente fueron ampliamente instalados en los años 1950 en Estados Unidos e Inglaterra, y luego se expandieron rápidamente al resto del mundo. Reemplazaron a los diseños anteriores, como el conmutador Strowger, en grandes instalaciones.
Paul Nipkow propuso y patentó el primer sistema electromecánico de televisión en 1885. Las máquinas de escribir eléctricas se desarrollaron hasta los años 80 como "máquinas de escribir asistidas por energía". Estas máquinas contenían un único componente eléctrico, el motor. Mientras que antiguamente la pulsación de una tecla movía directamente una palanca de metal con el tipo deseado, con estas máquinas eléctricas las teclas enganchaban diversos engranajes mecánicos que dirigían la energía mecánica desde el motor a las palancas de escritura. Esto mismo ocurría con la posteriormente desarrollada IBM Selectric. En los años 40 se desarrolló en los Laboratorios Bell la computadora Bell Model V. Se trataba de un gran aparato electromecánico basados en relés con tiempos de ciclo del orden de segundos. En 1968 la compañía estadounidense Garrett Systems fue invitada a producir una computadora digital para competir con los sistemas electromecánicos que se estaban desarrollando entonces para la computadora principal de control de vuelo del nuevo avión de combate F-14 Tomcat de la Armada de los Estados Unidos.

## Situación actual
No obstante, muchos aparatos comunes que antiguamente hubiesen empleado dispositivos electromecánicos para su control emplean hoy en día, de una forma más barata y efectiva, un circuito integrado estándar (con unos pocos millones de transistores) para el cual se escribe un programa informático que lleva a cabo la misma tarea de control a través de la lógica. Los transistores han reemplazado prácticamente a todos los dispositivos electromecánicos, se utilizan en la mayoría de sistemas de control realimentados y aparecen en grandes cantidades en todos los aparatos electrónicos, desde los semáforos hasta las lavadoras.